# Allium lacunosum
Allium lacunosum, vrsta biljke jednosupnice iz potporodice lukovki, porodica zvanikovki. Raste kao endem u Kaliforniji gdje je poznata pod narodnim nazivom pitted onion.

## Podvrste
1. Allium lacunosum var. davisiae (M.E.Jones) McNeal & Ownbey[2]